# Семаков, Леонид Павлович
Леони́д Па́влович Семако́в (1941—1988) — русский бард, автор-исполнитель собственных песен, поэт и композитор, режиссёр, актёр, сценарист.

## Биография
Леонид Павлович Семаков родился 7 июля 1941 года в деревне Слободищи Вологодской области.
В 1959 году окончил судостроительный факультет Одесского мореходного училища. Работал на строительстве Клайпедского порта.
В 1964 году окончил Ленинградский институт театра, музыки и кинематографии. За несколько лет успел поработать режиссёром и актёром в театрах Владимира, Томска, Красноярска, Москвы.
В 1970 году сыграл несколько ролей в Московском театре на Таганке: лётчика в Добрый человек из Сычуани, Рахметова в «Что делать?» и др.
В 1972 году ушёл из театра на восемь лет, затем стал автором-исполнителем своих стихов под гитару. За восемь лет ловил рыбу в Мурманске, ездил таксистом по Москве, добывал со старателями минералы на Урале.
Песни на свои стихи (всего более трёхсот) писал с 1968 года, с 1981 года выступал с ними перед широкой аудиторией, официально работая в Москве сценаристом и режиссёром документальных и научно-популярных фильмов.
В 1987 году записал на фирме «Мелодия» две свои пластинки: «Философический канкан» и «Звездочёт».
Скончался в Москве 8 августа 1988 года от инфекционного менингита за месяц до выхода своей первой пластинки.
Похоронен на Николо-Архангельском кладбище, участок 3Б.